# 須田邦裕
須田 邦裕（すだ くにひろ、1978年11月20日 - ）は、日本の俳優、福岡県糸島郡志摩町姫島（現在の糸島市姫島）出身。オフィス ワン・ツゥ・スリー所属。

## 来歴・人物
福岡県にある人口200人の離島の姫島で15歳まで過ごした後、福岡市内の高校に進学。高校時代、自宅の暗室で写真を現像する父親の姿を見て写真や映像に興味を持ち、高校卒業後、日本大学藝術学部映画学科撮影コースに進学、2002年に卒業。
学生時代より数十本もの自主映画に出演している。学生当時同学科に在籍していた筧昌也監督の卒業制作作品「ハライセ」では主役を演じ、京都学生映画祭・ゆうばり映画祭をはじめ数々の映画祭で入選した。2003年、出身地・姫島を舞台にした映画『ここに、幸あり』で主演を務め、本格的に俳優を志す。2004年より現事務所に所属し、テレビドラマ、舞台、CMへと活動の幅を広げている。
高校の同級生に椎名林檎、大学の同級生に佐藤隆太がいる。大学時代の2000年に椎名林檎のライブツアー「下剋上エクスタシー」にアクト&撮影クルーとして参加している。
趣味は水泳、手紙を書くこと。特技は素潜り、マラソン、登山、トレイルラン、中華料理、演歌、殺陣、博多弁。長所はマイペース。ペットとして金魚を飼っている。好きな色は青。姉と妹がいる。

## 出演

### 映画
- ハライセ（2001年） - 主演
- コンビニエンスストアハウス（2002年）
- 小さな恋（2002年）
- ここに、幸あり（2003年） - 主演
- 予備の木（2003年） - 主演
- アグア・ミネラル（2004年） - 主演
- ニワトリ（2004年）
- 真夜中の少女たち（2005年）
- ぽたぽた、たゆたう（2005年） - 主演
- アイマイミーマイン（2006年）
- 青い魚（2007年）
- バカバカンス（2008年） - 主演・中田美智男 役
- 次郎長三国志（2008年）
- 愛のむきだし（2008年）
- 山形スクリーム（2009年） - ビタヤン 役
- レオニー（2010年） - 河井醉茗 役
- SPACE BATTLESHIP ヤマト（2010年） - 男B 役
- プリンセス トヨトミ（2011年） - 大阪府庁・新人職員 役
- こちら葛飾区亀有公園前派出所 THE MOVIE 〜勝どき橋を封鎖せよ!〜（2011年）
- SP THE MOTION PICTURE 革命篇（2011年）
- 永遠の0（2013年）
- 海賊とよばれた男（2016年） - 小松保男 役
- 残穢（2016年） - 辺見康一（辺見さんの夫）
- 祈りの幕が下りる時（2018年） - 坂上刑事
- ウスケボーイズ（2018年）
- 凜-りん- （2019年） - 担任教師 役
- Fukushima 50（2020年） - 山岸純(福島第一原発 第1班当直主任) 役
- マスカレード・ナイト（2021年）- 武井 役
- ゴジラ-1.0（2023年11月3日）- 徳田アナウンサー 役[6][7]

### テレビドラマ
- 引っ越しの日に出会った（2004年7月21日、読売テレビ）
- スローダンス 第1話（2005年7月4日、フジテレビ）
- ココリコミラクルタイプドラマスペシャル（2005年、フジテレビ）
- アキハバラ@DEEP 第5話（2006年、TBS)
- 役者魂! 第9話（2006年、フジテレビ）
- 占い師天尽（2006年、中部日本放送）
- セクシーボイスアンドロボ 第2話（2007年、日本テレビ）
- 大河ドラマ（NHK）
  - 風林火山 第45話（2007年）
  - 江〜姫たちの戦国〜 第34話（2011年）
  - 平清盛（2012年） - 源仲綱 役
  - 軍師官兵衛（2014年） - 尼子勝久 役
  - 光る君へ（2024年） - 財部弘延 役
- 1ポンドの福音 第7・8話（2008年、日本テレビ）
- ロス:タイム:ライフ 第6節「ヒーローショー編」（2008年、フジテレビ）
- 愛馬物語（2008年、フジテレビ）
- Tomorrow〜陽はまたのぼる〜 第2話（2008年、TBS） - 笹塚努
- あの戦争は何だったのか 日米開戦と東條英機 （2008年、TBS）
- セレブと貧乏太郎 （2008年、フジテレビ）
- トンスラ 第11・12話（2008年、TBS）
- 婚カツ! 第1話（2009年、フジテレビ）
- BOSS （2009年、フジテレビ）
- 華麗なるスパイ 第2話（2009年7月25日、日本テレビ） - 紅井洋二 役
- 金曜エンタテイメント「屋台弁護士III」（2009年9月11日、フジテレビ） - 達郎 役
- 坂の上の雲（2009年 - 、NHK） - 花田 役
- 連続テレビ小説（NHK）
  - ウェルかめ（2009年9月28日 - 2010年3月27日） - 堺一宏 役
  - おむすび（2024年） - 井出康平 役[8]
- 松本清張ドラマスペシャル・霧の旗 （2010年3月16日、日本テレビ）
- 科捜研の女（テレビ朝日）
  - スペシャル （2010年） - 浅尾 役
  - 第16シリーズ 第6話（2016年） - 本間俊彦 役
  - 第20シリーズ 第6話（2020年） - 中川昇 役
- 八日目の蝉 第4話（2010年4月20日、NHK）
- ハガネの女 第1・2話（2010年5月21日・28日、テレビ朝日） - 稲子の元彼 役
- まっつぐ〜鎌倉河岸捕物控〜 第5話（2010年5月29日、NHK） - 新山善右衛門 役
- 月の恋人〜Moon Lovers〜 第5・6話（2010年6月7日・14日、フジテレビ）
- ハンチョウ〜神南署安積班〜 第3シリーズ 第6話（2010年8月9日、TBS）
- 明日の光をつかめ 第30話（2010年8月13日、東海テレビ）
- チャンス（2010年8月 - 10月、NHK）
- モリのアサガオ（2010年10月 - 12月、テレビ東京） - 鈴木刑務官 役
- 医龍 -Team Medical Dragon- 3 第5話（2010年11月11日、フジテレビ）
- ストロベリーナイト（2010年11月13日、フジテレビ） - 小沢 役
- パーフェクト・リポート 第5話（2010年11月14日、フジテレビ） - 慎司 役
- LADY〜最後の犯罪プロファイル〜 第6話（2011年2月11日、TBS）
- JIN-仁- 完結編 第6話（2011年5月22日、TBS）
- 土曜ワイド劇場「棘の街」（2011年6月18日、朝日放送） - 刑事 役
- アンフェア the special〜ダブル・ミーニング 二重定義〜（2011年9月23日、フジテレビ） - 横山 役
- 秘密諜報員 エリカ 第1話（2011年10月6日、読売テレビ） - 「セレブレイト・マリッジ」社員 役
- 塚原卜伝 第5 - 最終話（2011年10月30日 - 11月13日、NHK BSプレミアム） - 鹿島義幹 役
- 神様の女房 第3話（2011年10月15日、NHK） - 井植祐郎 役
- 月曜ゴールデン（TBS）
  - 「警視庁南平班〜七人の刑事〜4」（2011年） - 百瀬勝治 役
  - 「おふくろ先生の診療日記4」（2012年）
  - 「ツインズ〜早乙女兄弟の推理日誌〜」（2014年） - 西川徹 役
  - 「刑事夫婦2」（2016年） - 三上俊一
- 真珠湾からの帰還 〜軍神と捕虜第一号〜（2011年10月10日、NHK） - 広尾彰 役
- 最高の人生の終り方〜エンディングプランナー〜 第6話（2012年2月16日、TBS）
- 放課後はミステリーとともに 第1回 表/裏（2012年4月23日・30日、TBS） - 西原繁之 役
- 薄桜記（2012年7月 - 9月、NHK BSプレミアム） - 山添新八 役
- PRICELESS〜あるわけねぇだろ、んなもん!〜 第1話（2012年10月22日、フジテレビ）
- 水曜ミステリー9（テレビ東京）
  - 特命おばさん検事! 花村絢乃の事件ファイル（2012年12月26日） - 高杉真治 役
    - 特命おばさん検事! 花村絢乃の事件ファイル2（2014年2月5日）

  - 森村誠一サスペンス 刑事の証明7（2014年4月9日） - 宮地貞夫 役
- 潜入探偵トカゲ 第1話（2013年4月18日、TBS） - 池谷 役
- 半沢直樹 第一部（2013年7月7日 - 8月11日、TBS） - 垣内 役
- テレビ未来遺産"終戦"特別企画「報道ドラマ 生きろ 〜戦場に残した伝言〜」（2013年8月7日、TBS） - 大山一雄 役
- 警部補 矢部謙三2（2013年8月9日、テレビ朝日） - 内藤 役
- 世にも奇妙な物語'13 秋の特別編「人間電子レンジ」（2013年10月12日、フジテレビ）
- 刑事のまなざし 第2話（2013年10月14日、TBS） - 松下雅之 役
- クロコーチ 第5・8・9話（2013年11月8日・29日・12月6日、TBS） - 高宮健太 役
- こうのとりのゆりかご〜「赤ちゃんポスト」の6年間と救われた92の命の未来〜（2013年11月25日、TBS） - 大森昭彦 役
- 独身貴族 最終話（2013年12月19日、フジテレビ） - 助監督 役
- 夜のせんせい 第7話（2014年2月28日、TBS） - 米倉 役
- LEADERS リーダーズ（2014年3月22日・23日、TBS） - 高瀬善造 役
- ルーズヴェルト・ゲーム（2014年4月 - 6月、TBS） - 井坂耕作 役
- テレビ未来遺産“終戦69年”ドラマ特別企画 遠い約束〜星になったこどもたち〜(2014年8月25日、TBS）
- 素敵な選TAXI 第5・6話（2014年11月11日、関西テレビ） - 前田利行 役
- ダークスーツ 第4話（2014年12月13日、NHK） - 南一樹 役
- DOCTORS3 最強の名医 第4話（2015年1月29日、テレビ朝日） - 宮沢真人 役
- 永遠の0 第1夜（2015年2月11日、テレビ東京） - 内田飛曹長 役
- 闇の伴走者 第4話・最終話（2015年5月2日・9日、WOWOW） - 編集部員 役[9]
- 天使と悪魔-未解決事件匿名交渉課- 第5話（2015年5月8日、テレビ朝日） - 笹本剛 役
- 2夜連続スペシャルドラマ レッドクロス〜女たちの赤紙〜（2015年8月1日・2日、TBS） - 岡野悟 役
- 子連れ信兵衛 第1期 第2話（2015年11月20日、NHK BSプレミアム） - 庄太 役
- コウノドリ 第6話・第9話（2015年11月20日・12月11日、TBS） - 野崎隆太 役
- 福岡発地域ドラマ いとの森の家（2015年12月4日・12月11日、NHK総合〈九州・沖縄〉） - 渡辺記者 役
- 警視庁ゼロ係〜生活安全課なんでも相談室〜 第2話（2016年1月22日、テレビ東京） - 崎山晋也 役
- 歴史秘話ヒストリア（2016年1月27日、NHK） - 田中久重 役
- 金曜プレミアム「警部補・佐々木丈太郎8」（2016年2月26日、フジテレビ） - 川西伸彦 役
- 警視庁捜査一課9係 season11 第4話（2016年4月27日、テレビ朝日） - 土橋浩平 役
- 月曜名作劇場（TBS）
  - 「女取調官4」（2016年7月25日） - 兵藤雅也 役
  - 「魔性の群像4」（2017年3月13日） - 芳賀寛人 役
  - 「信濃のコロンボ5」（2017年11月20日） - 青木健夫 役
- グ・ラ・メ! -大宰相の料理人-（2016年、テレビ朝日） - 中田龍二 役
- 夏目漱石の妻（2016年、NHK） - 高浜虚子 役
- A LIFE〜愛しき人〜 第5話（2017年2月12日、TBS） - 風間義男 役
- 警視庁・捜査一課長 season2 第6話（2017年5月25日、テレビ朝日） - 比留間浩二 役
- 民衆の敵〜世の中、おかしくないですか!?〜 第3話（2017年11月6日、フジテレビ） - 菅野 役
- 相棒（2017年、テレビ朝日） - 土村晋之 役
- 家政夫のミタゾノ（2018年、テレビ朝日） - 岡見隆太 役
- 義母と娘のブルース（2018年、TBS） - 宮本みゆきの高校時代の先生 役
- ヒモメン（2018年、テレビ朝日） - 大谷直人 役
- 絶対零度 (テレビドラマ)（2018年、フジテレビ） - 赤川武志 役
- 砂の器（2019年） - 武辺豊一郎 役
- 日曜プライム
  - 「おかしな刑事18」（2018年10月21日、テレビ朝日） - 高野宏 役
  - 「庶務行員 多加賀主水が許さない」（2019年2月10日） - 山崎勝也 役
- 集団左遷!!（2019年） - 篠田学 役
- 4分間のマリーゴールド（2019年） - 山口徹 役
- いのちの再建弁護士 会社と家族を生き返らせる（2019年） - 波野公介 役
- アリバイ崩し承ります 最終話（2020年3月14日、テレビ朝日） - 名越徹 役
- おしい刑事 第2シリーズ（2021年） - 久保大介 役
- 和田家の男たち（2021年） - 但木陽一郎 役
- ラジエーションハウスII～放射線科の診断レポート～ 第1話・第10話（2021年10月4日・12月6日、フジテレビ） - 鳥飼医師 役
- DCU〜手錠を持ったダイバー〜 第2話（2022年1月23日、TBS） - 島田龍平 役
- 正直不動産 第8話（2022年5月24日、NHK） - 神崎浩輔 役
- 記憶捜査〜新宿東署事件ファイル〜 スペシャル2（2022年6月20日、テレビ東京） - 安藤弘道 役
- 絶メシロード season2 第5話（2022年9月24日、テレビ東京） - 鈴木泰則 役
- つまらない住宅地のすべての家（2022年10月10日 - 11月16日、NHK総合）- 長谷川弘 役
- ケイジとケンジ、時々ハンジ。 第8話（2023年6日1日、テレビ朝日） - 堀井克也 役
- アンチヒーロー 第1話（2024年4月14日、TBS） - 白バイ警察官 役[10][11]
- モンスター 第7話（2024年11月25日、関西テレビ・フジテレビ系） - 笠野凌輔 役[12]
- 魔物（2025年4月18日 - 6月13日、テレビ朝日） - 検察官 役[13]
- 最後の鑑定人 第2話（2025年7月16日、フジテレビ） - 科捜研職員・榊 役[14]

### 配信ドラマ
- パンドラの果実〜科学犯罪捜査ファイル〜 Season2 第4話・第5話（2022年7月16日・23日、Hulu） - 岩崎康介 役

### CM
- ダイハツ工業　「ダイハツカフェプロジェクト」
  - 『カフェプロジェクト会議』篇 男性社員役 逆木圭一郎、中塚未乃、松浦和香子、中川愛彩、亀村隆広、加藤亜矢子らと共演。（2006年4月 - ）
- 資生堂　「エリクシールシュペリエル」
  - 『登場』篇 友人役 吹石一恵と共演。（2008年1月 - ）
- アメリカンホームダイレクト
  - 『新車＋奥様』篇 声の出演 （2008年1月 - ）
- ジョージア　「ウルトラ微糖」
  - 『ウルトラソリューション』篇 課長役 ウルトラマン、高橋玲子、佐々木梓と共演。（2009年4月 - ）
- 花王 「ヘルシアコーヒー」
  - 男性社員役、パックンと共演。（2013年9月 - ）

### 舞台
- 眠れない都会の夜に眠るために
- シャボンランチャー公演「indigo-indigo」（2002年）
- 乞食と貴婦人（2005年）
- トムプロジェクトプロデュース「八月の光」（2004年）
- ヴィレン（2006年）
- ミステリーナイト「LOST ROOM」（2007年）

### 雑誌
- 月刊デ・ビュー（2003年8月1日号）
- ヤマケイJOY（2003年8月30日号）
- 島へ（2003年9月1日号）
- actuer（2008年8月11日号）